# Ба-III
Ба-III  — болгарская противотанковая мина.

## Описание
Производилась на заводе «Дунарит» с 1960-х годов для Болгарской Народной армии, в конце 1980-х снята с вооружения.
Противотанковая мина Ба-III - противогусеничная нажимного действия. Взрыв происходит при наезжании гусеницей танка или колесом автомобиля на верхнюю крышку мины.
Мина представляла собой плоскую округлую коробку. Внутри корпуса находится заряд взрывчатки, а сверху установлен взрыватель.

## Страны-эксплуатанты
- Болгария
- Ирак - некоторое количество мин было продано в Ирак, они находились в составе минных полей, установленных иракскими войсками перед началом вторжения в Ирак[1]